# 애니콜 네온
애니콜 네온폰은 삼성전자에서 2007년에 출시한 휴대 전화이다. 휴대폰 전면 및 숫자 키보드에 불이 들어오는 것이 특징이다.

## 모델별 차이
각 모델별 차이는 아래와 같다.
| 모델명      | 통신사   | 기타                      |
| ----------- | -------- | ------------------------- |
| SCH-W290    | SK텔레콤 |                           |
| SPH-W2900   | KT       |                           |
| SPH-W2900ML | KT       |                           |
| SCH-W390    | SK텔레콤 |                           |
| SPH-W390M   | SK텔레콤 | 멜론 무제한 프로모션 모델 |

디자인에서도 W290모델은 휴대폰 하단 전체가 슬라이드 아랫부분에 있고, 검은색이지만, W390모델은 슬라이드 윗부분이 휴대폰 전면을 덮는다는 점에서 차이가 있다.